# Proyecto Astillas de Chiloé
El proyecto Astillas Chiloé fue un megaproyecto de explotación forestal en el sur de Chile ideado en 1974 por las empresas japonesas Marubeni Corp. y Sanyo Kokusaku Pulp Co. que, con la venia de la dictadura militar a través de Corfo, pretendió talar alrededor de 125 000 hectáreas de bosque nativo en la Isla Grande de Chiloé —aproximadamente el 23 % del total de su superficie—, sin considerar las exigencias ambientales y la identidad cultural de Chiloé.
Junto con las iniciativas sobre caza de ballenas en 1977 y la reanudación de la explotación forestal de la Araucanía en el mismo año, se constituyó en uno de los tres conflictos ecológicos más importantes de la dictadura militar chilena encabezada por Augusto Pinochet y los otros comandantes de las Fuerzas Armadas.
Tras la creación de la «Fundación Diocesana para el Desarrollo de Chiloé» (FUNDECHI) el 15 de septiembre de 1976 —tendiente a la defensa de los Derechos Humanos y a la labor evangelizadora—, nacería una denuncia contra el proyecto de la mano de su portavoz, el obispo de la Diócesis de Ancud de la época Juan Luis Ysern, y se transformaría en el único caso claro de un movimiento propiamente regional que se produjo en Chiloé durante la dictadura. Junto con la demanda de convertir a la provincia de Valdivia en región, también fue  uno de los «dos conflictos propiamente regionales de mayor significación» del país en tal época, que además se caracterizó por una firme resistencia de los habitantes de la zona.
La denuncia sería una de las bases para que tiempo después se creara el Parque Nacional Chiloé e iniciara sus transmisiones Radio Estrella del Mar, que se concibió en un contexto de control ideológico sobre los medios de comunicación de la dictadura; en particular, el propio obispo Ysern sería quien a finales de la década del 70 fundamentaba ante diversas agencias de cooperación europeas la necesidad de la creación de una radioemisora en Ancud post acción opositora a este proyecto, señalando que esta:

«(...) es instrumento de primera magnitud para que todos los proyectos aumenten su fuerza y puedan alcanzar el sentido deseado. Es pues un elemento clave para dar eficacia al modelo de desarrollo que se pretende y un instrumento apto para crear el ambiente necesario para prevenir los problemas de impacto cultural» (Ysern, 1979, citado en Jerez, 2003, p. 28).